# Höhlenbär
Der Höhlenbär (Ursus spelaeus) ist eine ausgestorbene Bärenart der letzten Kaltzeit (etwa 120.000 bis 10.000 v. Chr.). Seine Stammform ist vermutlich Ursus deningeri. Die Bezeichnung Höhlenbär verweist auf die Fundorte fossiler Knochen; sie ist jedoch insofern irreführend, als Ursus spelaeus sich nach heutigem Forschungsstand nur während der Winterruhe in Höhlen aufhielt. Aufgrund dieses Umstandes wird der Höhlenbär als sogenanntes „höhlenliebendes“ Tier bezeichnet.

## Verbreitung und Aussehen

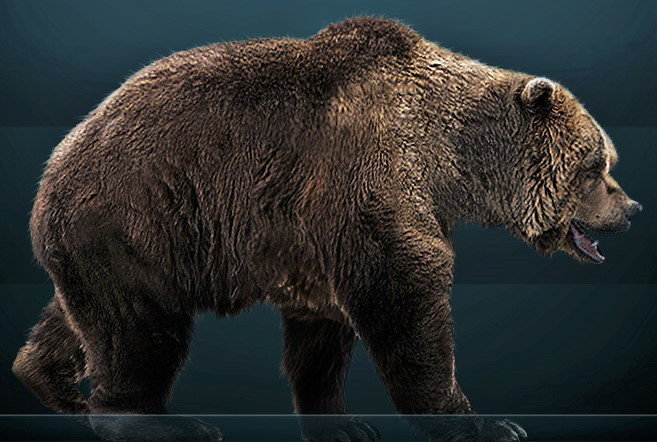
Lebendrekonstruktion eines Höhlenbären

Der Lebensraum des Höhlenbären war Europa, von Nordspanien und den Pyrenäen bis zum Ural und Schwarzen Meer sowie von Südengland bis Makedonien. Seine Kopf-Rumpf-Länge betrug bis zu 3,5 m, seine Schulterhöhe zirka 1,7 m. Er war somit deutlich größer als der heutige Braunbär. Die Weibchen waren, wie bei heutigen Bärenarten, etwas kleiner als die Männchen (Geschlechtsdimorphismus). Das Gewicht des männlichen Höhlenbären wird auf 600 bis 1200 kg geschätzt. Damit waren männliche Höhlenbären schwerer als ein Wisent oder Kaffernbüffel.
Der Höhlenbär hatte kräftige Kiefer, deren Muskeln auf der Oberseite des Kopfes an einem Scheitelkamm ansetzten. Seine großflächigen Zähne und der relativ niedrige Gehalt an Stickstoff-15 im Kollagen der Bärenknochen weisen jedoch darauf hin, dass er sich weitgehend von Pflanzen ernährte. Er war kein typischer Vertreter der Kaltzeiten, weil er infolge seiner Ernährungsgewohnheiten nur in der Vegetationszone der Laubbäume verbreitet war.
Zur Orientierung in der beinahe kompletten Dunkelheit setzte sich der Höhlenbär Duftmarken, indem er sein Fell an den Höhlenwänden rieb. Diese verfärbten Stellen sind auch heute noch beispielsweise in der Hermannshöhle und der Baumannshöhle in Rübeland im Harz zu sehen.

## Fundorte und Aussterben
Wie in vielen anderen Höhlen Europas fanden sich auch in der Zoolithenhöhle bei Burggaillenreuth in der Fränkischen Schweiz seit alters her Knochen (sogenannte Zoolithen, übersetzt „Tiersteine“), die Johann Friedrich Esper 1771 näher untersuchte und als Knochen von Bären identifizierte, zunächst als die von Eisbären, die die Sintflut hierher geschwemmt habe. Esper beschrieb 1774 diese Funde in einem großformatigen Buch, dem ersten, das sich dem Thema fossiler Knochen allein widmet. Erst später wurde erkannt, dass es sich nicht um den Eisbären oder Braunbären, sondern um eine größere Bärenart handelt. Die Artbeschreibung in der Nomenklatur von Linné erfolgte 1794 durch den Mediziner Johann Christian Rosenmüller in seiner Dissertation anhand eines gut erhaltenen Schädels aus derselben Höhle. Ob der von Rosenmüller beschriebene Schädel sich heute unter den im Museum für Naturkunde in Berlin aufbewahrten, zur Rosenmüllerschen Sammlung gehörenden Schädeln befindet, ist unklar. Der Höhlenbär ist die erste ausgestorbene Säugetierart, die nach dem Linneischen System beschrieben wurde. Seine Aufstellung als eigene Art war ein Durchbruch für die Säugetierpaläontologie.
Trotz der massenhaften Ansammlung von Knochen und Zähnen in Höhlen der Frankenalb, der Schwäbischen Alb sowie der Steiermark war der Höhlenbär kein Höhlenbewohner. Die Tiere hielten in den Höhlen lediglich ihre Winterruhe, sodass es auch beim gelegentlichen Tod eines Tieres pro Höhle im Laufe Zehntausender von Jahren der Würmeiszeit zu großen Ansammlungen von Knochen und Zähnen kam. Die sind im basischen Milieu der devonischen, permischen oder jurassischen Kalke in den Karsthöhlen oft bestens erhalten. Da die Knochen der Höhlenbären gelegentlich bis zu 90 Prozent aller in einer Höhle gefundenen Knochen ausmachen, trägt eine Reihe von Höhlen die Namen Bärenhöhle oder Bärenloch.

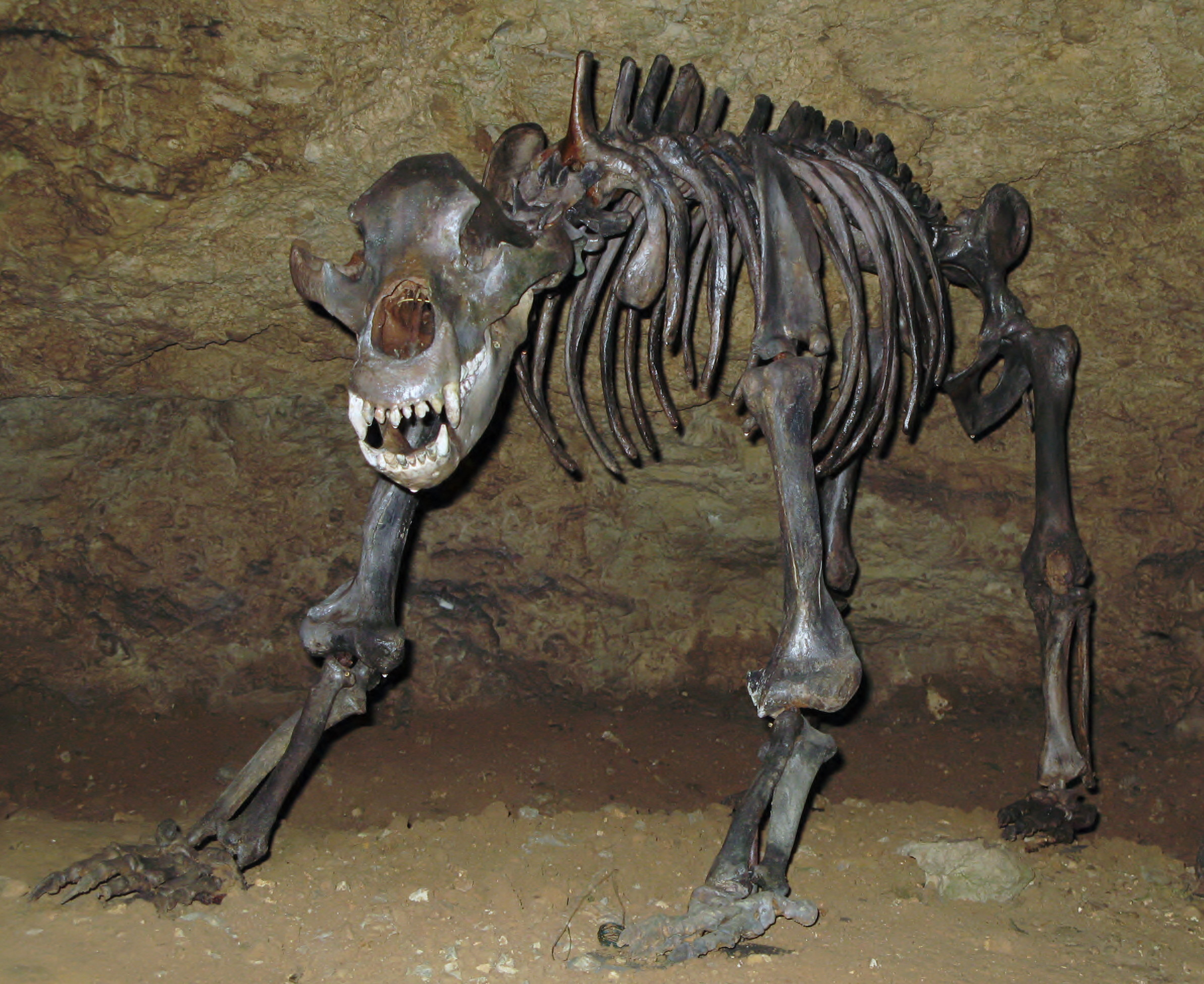
Höhlenbärenskelett der Teufelshöhle bei Pottenstein

Durchbohrter Bären-Eckzahn

Aus Einzelknochen verschiedener Individuen zusammengesetzte Höhlenbären-Skelette werden zum Beispiel in der Baumannshöhle bei Rübeland im Harz, der Teufelshöhle bei Pottenstein und der Heinrichshöhle in Hemer ausgestellt. Das Deutsche Höhlenmuseum im westfälischen Iserlohn-Letmathe besitzt das nahezu komplette Skelett eines in der Dechenhöhle gefundenen Jungtiers. In der Drachenhöhle bei Mixnitz (Steiermark) wurden Knochen von zirka 3000 Individuen freigelegt, deren Alter auf 30.000–40.000 Jahre bestimmt wurde. Eines der vollständigsten Skelette ist in der Sophienhöhle in Schlafhaltung in einem Bärenbett ausgestellt.

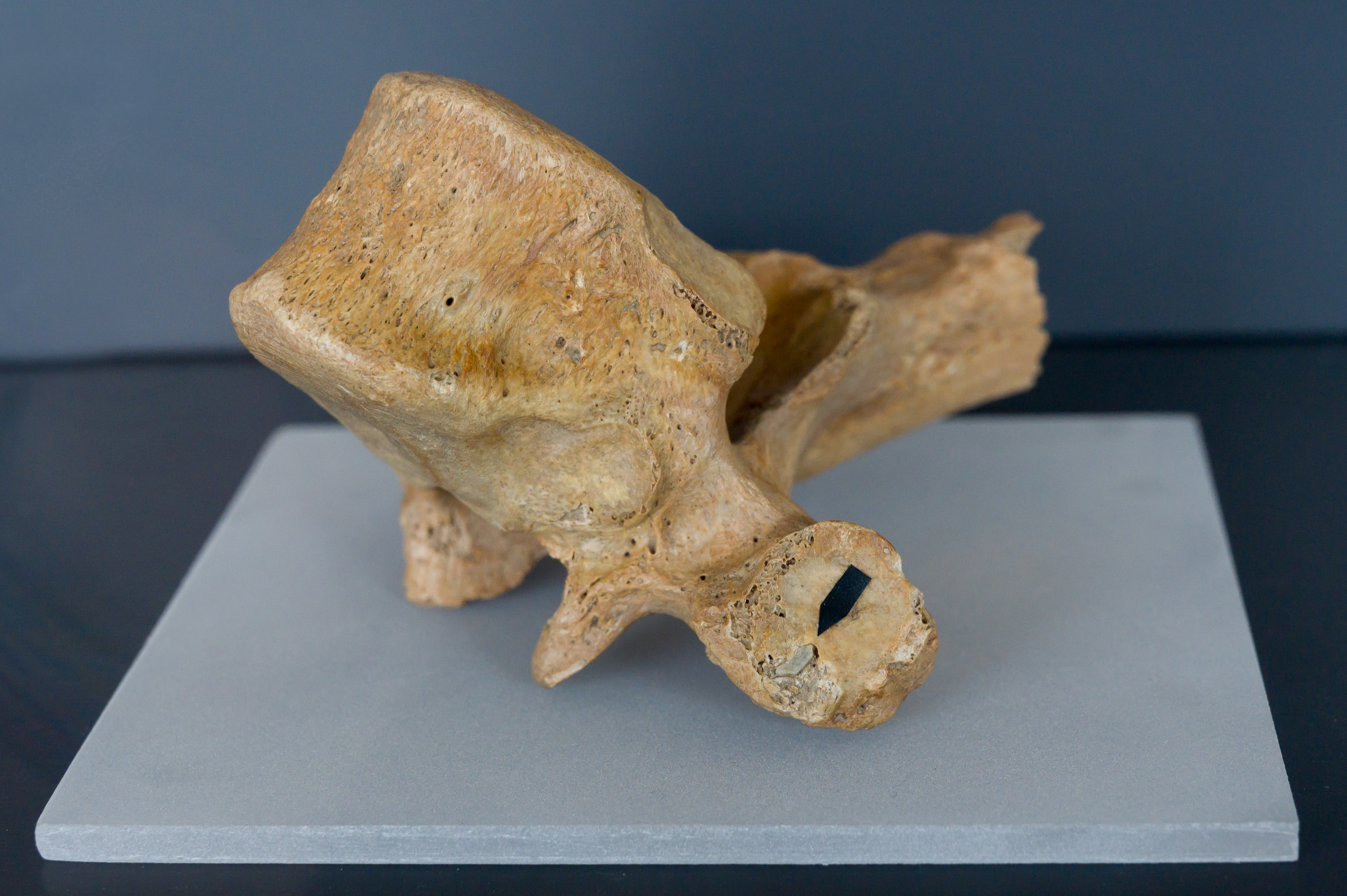
Ein Wirbel mit abgebrochener Steinspitze aus dem Hohle Fels gilt als Nachweis der Bejagung durch den Cro-Magnon-Menschen

In welchem Ausmaß Höhlenbären von eiszeitlichen Jägern gejagt wurden, ist noch weitgehend unklar. Den einzigen direkten Beweis bildet eine Projektilspitze im Brustwirbel eines Höhlenbären aus dem Hohle Fels bei Schelklingen. Der Knochen wurde in archäologischen Siedlungsschichten des Gravettien gefunden (Schicht IIcf), die mit 14C-Daten auf etwa 29.000 BP datiert wurde. Auch in der Höhlenmalerei des prähistorischen Menschen in Südfrankreich wurden Höhlenbären mehrfach dargestellt. Wenngleich der forschungsgeschichtliche Begriff Bärenkult heute als archäologisches Konstrukt gilt, konnten dennoch in einigen Höhlen exponiert aufgestellte Bärenschädel gefunden werden (zum Beispiel in der Chauvet-Höhle). In den 1980er Jahren wurden bei Ausgrabungen in der Cueva Eirós in Galicien in Spanien etwa 4.000 Knochen von mindestens 43 Höhlenbären gefunden, aufgrund derer die Höhle zu einer der wichtigsten Fundstätten für Ursus spelaeus auf der Iberischen Halbinsel wurde.
Derzeit stammen jüngste direkte Radiokohlenstoffdaten dieser Bärenart aus der Stajnia-Höhle in Polen und sind zirka 21.000 BP alt, was nach aktueller Kalibrierung etwa 26.100 Kalenderjahren entspricht. Diese Periode fällt mit einer Abkühlung des Klimas innerhalb des Eiszeitalters zusammen (sog. Greenland-Stadial 3), weshalb als Ursache für das Aussterben Klimaänderungen und ein daraus resultierender Wandel der Vegetation – der Lebensgrundlage der Bären – vermutet werden. Ob die Art im südlichen und östlichen Europa länger überlebte, ist derzeit unklar.
Der Höhlenbär starb damit schon vor der eigentlichen Quartären Aussterbewelle am Ende der Weichsel- bzw. Würmeiszeit aus. Auch der Cro-Magnon-Mensch des Jungpaläolithikums als Verursacher einer starken Dezimierung wird diskutiert (Overkill-Hypothese).
Wie Forscher der Universität Zürich im August 2019 mitteilten, ging der Bestand der Höhlenbären in Europa schon vor 40.000 Jahren durch menschliche Einflussnahme stark zurück. Das war die Zeit, als sich der moderne Mensch hier ausbreitete. Zuvor hatte die Bärenart mehr als 400.000 Jahre mit mehreren Klimawechseln unbeschadet überstanden. Für die Studie wurden die Knochenreste von 59 Höhlenbären untersucht.

## Genetische Analyse
Aus einem 32.000 Jahre alten, in der Chauvet-Höhle entdeckten Brustbein wurde von französischen Forschern mitochondriale DNA gewonnen und mit der mitochondrialen DNA eines Braunbären aus den Pyrenäen verglichen. Den Ergebnissen dieser 2008 publizierten Studie zufolge sind die Höhlenbären eng verwandt mit den Eisbären und den Braunbären; die drei Arten stammen demzufolge von einem gemeinsamen Vorfahren ab. Alle anderen heute lebenden Bärenarten stammen von einem anderen Ast des Bärenstammbaums ab.
Innerhalb der Höhlenbärenlinie lassen sich im Spätpleistozän drei genetisch deutlich verschiedene Formen fassen, die bisweilen als eigenständige Arten betrachtet werden. Die Formen im Westen Europas werden in der Regel mit der nominalen Art Ursus spelaeus gleichgesetzt, während die Höhlenbären Osteuropas als Ursus ingressus bezeichnet werden. Die westlichste Fundstelle letzterer ist die Steigelfadbalm an der Rigi. Das Grenzgebiet zwischen beiden Formen bildet der Alpenraum. Eine dritte Form ist aus dem Kaukasus bekannt. Die unterscheidet sich genetisch besonders stark von den übrigen Höhlenbären und wird als Ursus deningeri kudarensis bezeichnet. Erst in der jüngeren Vergangenheit wurden auch Höhlenbärenreste aus Nord- und Zentralasien bekannt. Ein Fund aus Nordsibirien wurde durch DNA-Analysen als naher Verwandter des Kaukasischen Höhlenbären identifiziert. Höhlenbären aus dem Altaigebirge erwiesen sich als enge Verwandte des Westeuropäischen Höhlenbären.
Der Höhlenbär hybridisierte mit dem Braunbären. Abschnitte des Höhlenbärengenoms lassen sich heute noch in der Braunbären-DNA nachweisen. Etwa 0,9 bis 2,4 % des Braunbärengenoms stammen vom Höhlenbären.